# 047
047 är en svensk bitpopgrupp från Tjörn/Stenungsund i Bohuslän. Deras musik är starkt influerad av musiken från 1980-talets och det tidiga 1990-talets dator- och TV-spelsmaskiner, som Commodore 64 och Nintendo. Musiken görs bland annat på Game Boy och i datorer. Denna genre kallas populärt för chipmusik eller bitpop.
Bandet bildades 2001, med målet att på knappt en månad spela in tillräckligt med låtar för att ha en hel skiva i julens tema. Den 19 december samma år var skivan klar och spelades sedan i programmet Syntax Error i Sveriges Radio P3.
Bandet släppte sin femte skiva under första halvan av 2006 på skivbolaget Killing Music. Denna skiva är den första som släpps på riktigt skivbolag.
Under 2007 splittrades bandet av okända anledningar. På bandets myspace-sida går dock i juli 2009 att läsa att bandet åter är aktivt, och på julafton samma år bjuder 047 på en gratis 5-spårs EP på sin hemsida, kallad General Error EP.

## Medlemmar
Bandet bestod först av tre medlemmar:
- Soda "0" (Sebastian Rutgersson, född 1984) – Synthesizer
- Salkin "4" (Niklas Ström, född 1983) – Game Boy
- Pricky "7" (Peter Engström, född 1982) – Synthesizer

I denna ordning representerade de även varsin siffra i bandnamnet; nollan, fyran och sjuan.
Idag är dock Niklas Ström inte längre medlem i bandet.

## Diskografi
- Wheel du fira hjul med mej? (2001)
- Eller 047 som det blir på engelska (2003)
- Ankan (2004) (EP)
- Ping Pong (2005) (EP)
- Robopop (Vi tar CDn dit vi kommer) (2006)
- General Error EP (2009) (EP)
- Samlade Hjul (2010)
- Let you Go (feat. Tomas Halberstad) (2011) (Singel)
- Elva  (2011)
- Follow Me Home (feat. Daniella Kruth) (2015) (Singel)
- & (2017)